# Deniz Sarsilmaz
Deniz Sarsilmaz (* 16. März 1992 in München) ist ein ehemaliger deutscher Kinderdarsteller türkischer Abstammung, der im zweiten Teil der Die Wilden Kerle-Reihe die Rolle des Deniz, des besten Freundes des Haupt-Charakters Leon, spielte.
Sarsilmaz wurde als Ersatz für den in den Stimmbruch gekommenen Constantin Gastmann (Fabi) in die Geschichte aufgenommen und übernahm dadurch dessen Rolle als „bester Freund“ Leons.
Mit dem Wiederauftauchen Fabis (Gastmann) im folgenden dritten Teil jedoch wurde Deniz als Rolle nicht mehr benötigt und damit wieder aus der Handlung „herausgeschrieben“. 
Deshalb tauchte er auch nicht mehr in den weiteren Teilen auf.
Dennoch widmete ihm Autor Joachim Masannek mit dem 5. Band seiner Kinderbuchreihe um Die wilden Fußballkerle einen eigenen Band. Neben Marlon Wessel und Leon Wessel-Masannek, den leiblichen Kindern des Regisseurs, war Deniz Sarsilmaz der dritte Darsteller, der bereits bei den realen Wilden Kerlen, der Kinder-Fußballmannschaft Masanneks, mitspielte, wodurch er schließlich zu seiner Rolle im Film kam.
Außer einigen TV-Auftritten im deutschen und türkischen Fernsehen blieb Die Wilden Kerle 2 bis heute Sarsilmaz' einzige Filmarbeit.